# Samuel Smith (Politiker, 1765)
Samuel Smith (* 11. November 1765 in Peterborough, Hillsborough County, New Hampshire Colony; † 25. April 1842 ebenda) war ein US-amerikanischer Politiker. Zwischen 1813 und 1815 vertrat er den Bundesstaat New Hampshire im US-Repräsentantenhaus.

## Werdegang
Samuel Smith war der jüngere Bruder von Jeremiah Smith (1759–1842), der zwischen 1791 und 1797 für New Hampshire im Kongress saß und zwischen 1809 und 1810 Gouverneur dieses Staates war. Smith war außerdem der Onkel von Robert Smith (1802–1867), der zwischen 1843 und 1849 zwei Mal den Staat Illinois im Kongress vertrat. Samuel Smith besuchte die Phillips Exeter Academy in Exeter. Danach wurde er im Handel tätig. Zwischen 1794 und 1811 war er bei verschiedenen politischen Versammlungen als Diskussionsleiter tätig.
Smith war Mitglied der Föderalistischen Partei. Bei den Kongresswahlen des Jahres 1812, die staatsweit abgehalten wurden, wurde er für das zweite Abgeordnetenmandat von New Hampshire in das US-Repräsentantenhaus in Washington, D.C. gewählt. Dort trat er am 4. März 1813 die Nachfolge von Samuel Dinsmoor von der Demokratisch-Republikanischen Partei an. Da er im Jahr 1814 auf eine weitere Kandidatur verzichtete, konnte Smith bis zum 3. März 1815 nur eine Legislaturperiode im Kongress verbleiben. 
Diese Zeit war von den Ereignissen des Britisch-Amerikanischen Krieges bestimmt.
Nach dem Ende seiner Zeit im Kongress arbeitete Smith zunächst wieder im Handel. Seit 1828 befasste er sich auch mit der Herstellung von Papier- und Baumwollerzeugnissen. Er starb am 25. April 1842 in seinem Geburtsort Peterborough.